# Хатушилиш III
Хатушили III био је краљ Хетитског царства (Ново краљевство) од 1267. п. н. е. до 1237. п. н. е. Био је четврти и најмлађи син Муршилија II. Муршили је Хатушилија именовао за свештеника Саусге од Самухе, а Хатушили је остао одан „Иштар од Самухе“ до своје смрти.
Старији брат Муватали II је престоницу преместио у Даташ, а њега именовао гувернером Хатуше. Хатушили је био заповедник хетитских снага које су поразиле египатски поход на Сирију у бици код Кадеша 1274. п. н. е. Хатушили је као гувернер такође поновно освојио Нерик и постао високи свештеник његовог бога олуја. Хатушили свог најстаријег сина и престонаследника „Нерикаилија“ именовао у почаст овог достигнућа.
Нећак Муршили III (или Урхи-Тешуб) престоницу је вратио у Хатушу (КБо 21.15 и 11-12), и тако одузео Хатушилијев гувернерски положај. Муршили га је потом свргнуо у Нерику, изазваши грађански рат. Хатушили је у њему поразио и прогнао свог нећака. Хатушили је Урхи-Тешуповог сестру Улми-Тешуп преименовао „Курунта“ (или је удао за Куруну), а Курунту именовао гувернером Даташа. Након тога је Хатушили свог млађег сина Тудхалију IV именовао престонаследником.
Хатушили и египатски фараон Рамзес II су запечатили мировни уговор темељен по хетитском тексту, који је захваљујући монументалним египатским копијама постао најстарији познати мировни уговор у историји и установио дугогодишњи мир између два супарничка царства. Рамзес је оженио Хатушилијеву кћи, познату по египатском имену Маат-хор-неферу-ре. Нешто касније је оженио другу хетитску принцезу.
Архива од преко 200 писама је пронађена у краљевској палати у Хатуши што показује да се Хатушили дописивао са бројним блискоисточним краљевима, укључујући Рамзеса II. Она су главни примарни историјски извор овог периода.